# Louis Dudek
Louis Dudek (* 6. Februar 1918 in Montreal; † 23. März 2001 ebenda) war ein kanadischer Dichter, Hochschullehrer, Essayist und Literaturkritiker. Er gilt als wegweisender Begründer der Moderne in Kanada.
1918 in der zweiten Generation polnischer Einwanderer im frankophonen Teil Montreals geboren, wurde er zweisprachig erzogen: Polnisch und Englisch. Daneben erlernte er Französisch, die offizielle Sprache Quebecs, sowie Latein, Altgriechisch, Russisch, Spanisch, Italienisch und Deutsch. Ab 1939 studierte er an der McGill University in Montreal Literaturwissenschaften und schrieb für die Universitätszeitschrift McGill Daily, in der auch seine ersten Gedichte erschienen. Nach seinem Abschluss (B.A.) zog er 1944 nach New York und promovierte in Englischer Literatur und Komparatistik an der New Yorker Columbia University. Von 1951 bis 1982 lehrte er dann an der McGill University in Montreal Europäische Literatur und Literaturgeschichte. Zusammen mit Raymond Souster und Irving Layton gründete er 1952 den Verlag „Contact Press“, in dem vornehmlich kanadische Lyriker veröffentlicht wurden. Aber auch an anderen Zeitungen und Zeitschriften war er maßgeblich beteiligt. 1983 wurde er zum Officer of the Order of Canada ernannt, Kanadas höchste Auszeichnung für Zivilpersonen.
Zu seinen Hauptwerken zählen „Zembla’s Rocks“ (1986), „Infinite Worlds“ (1988), „Europe“ (1954/1991), „The Caged Tiger“ (1997), The „Poetry of Louis Dudek – Definitive Edition“ (1998) und „The Surface of Time“ (2000). Die meisten seiner Schriften werden heute in der Kanadischen Nationalbibliothek aufbewahrt. 2006 wurde eine Auswahl seiner Gedichte ins Deutsche übersetzt und veröffentlicht.
Dudek ist ein künstlerischer Lehrer von Leonard Cohen gewesen.

## Ehrung
- Kirche St. Jax, Montreal, Gedenkplakette für Dudek[1]

## Deutsche Übersetzung
- Louis Dudek: For you, you – Für Dich, Dir. Ausgewählte Gedichte. Englisch – Deutsch. Übers. Christian Filips, Joachim Sartorius. Hg., Nachwort Bernhard Beutler. Elfenbein Verlag, Berlin 2006 ISBN 978-3-932245-79-4

## Notizen
1. ↑  Abbildung bei der Deutsch-Kanadischen Gesellschaft, DKG

| Personendaten    | Personendaten                                                        |
| ---------------- | -------------------------------------------------------------------- |
| NAME             | Dudek, Louis                                                         |
| KURZBESCHREIBUNG | kanadischer Dichter, Hochschullehrer, Essayist und Literaturkritiker |
| GEBURTSDATUM     | 6. Februar 1918                                                      |
| GEBURTSORT       | Montreal                                                             |
| STERBEDATUM      | 23. März 2001                                                        |
| STERBEORT        | Montreal                                                             |